# نیتا لوی
نیتا لوی (به انگلیسی: Nita Lowey) نمایندهٔ حوزه انتخابیه هفدهم نیویورک از حزب دموکرات ایالات متحده آمریکا در مجلس نمایندگان ایالات متحده آمریکا است که برای نخستین‌بار در ۴ ژانویه ۱۹۸۹ میلادی به‌عضویت این مجلس درآمد.